# Mérida, Chiapas
Mérida är en ort i Mexiko.   Den ligger i kommunen Cintalapa och delstaten Chiapas, i den sydöstra delen av landet, 600 km sydost om huvudstaden Mexico City. Mérida ligger 664 meter över havet och antalet invånare är 1 412.
Terrängen runt Mérida är platt åt nordväst, men åt sydost är den kuperad. Runt Mérida är det ganska glesbefolkat, med 30 invånare per kvadratkilometer. Närmaste större samhälle är Cintalapa de Figueroa, 16,7 km nordost om Mérida. Omgivningarna runt Mérida är en mosaik av jordbruksmark och naturlig växtlighet.